# Вахемері
Вахемері (ест. Vahemeri; інші назви ест. Vahemere abajas) — озеро в Естонії, що розташоване на острові Вільсанді (повіт Сааремаа).